# Campionato italiano di ciclismo su strada 1948
Il Campionato italiano di ciclismo su strada 1948, trentottesima edizione della corsa, si svolse su cinque prove dal 29 marzo al 10 ottobre 1948. La vittoria fu appannaggio di Vito Ortelli, che precedette in classifica Fausto Coppi e Luciano Maggini.

## Calendario
| Data         | Evento                    | Vincitore        | Squadra          |
| ------------ | ------------------------- | ---------------- | ---------------- |
| 29 marzo     | Giro di Campania (1948)   | Luciano Maggini  | Wilier Triestina |
| 11 aprile    | Giro di Toscana (1948)    | Gino Bartali     | Legnano          |
| 8 agosto     | Tre Valli Varesine (1948) | Fausto Coppi     | Bianchi          |
| 12 settembre | Milano-Modena (1948)      | Alberto Ghirardi | Benotto-Superga  |
| 10 ottobre   | Giro dell'Emilia (1948)   | Fausto Coppi     | Bianchi          |

## Classifica
| Pos. | Corridore          | Squadra            | Punti |
| ---- | ------------------ | ------------------ | ----- |
| 1    | Vito Ortelli       | Olympia-Dunlop     | 27    |
| 2    | Fausto Coppi       | Bianchi            | 26    |
| 3    | Luciano Maggini    | Wilier Triestina   | 24    |
| 4    | Gino Bartali       | Legnano            | 19    |
| 5    | Antonio Bevilacqua | Atala-Pirelli      | 15    |
| 6    | Settimio Simonini  | Viani Cral Imperia | 12    |
| 7    | Alfredo Pasotti    | Benotto-Superga    | 11    |
| 7    | Vittorio Rossello  | Viani Cral Imperia | 11    |
| 7    | Adolfo Leoni       | Legnano            | 11    |
| 10   | 5 ciclisti ex æquo | -                  | 10    |